# Amphistomus montanus
Amphistomus montanus là một loài bọ cánh cứng trong họ Bọ hung (Scarabaeidae).